# Gjedsergaard
Gjedsergaard opstod efter en auktion i 1766 af krongods på sydspidsen af Falster. Gården ligger i Skelby Sogn, Falsters Sønder Herred, Maribo Amt, Guldborgsund Kommune. Hovedbygningen er opført i 1767 og ombygget i 1872.
Gjedsergaard Gods er på 1173 hektar med Friisenfeldt, Ludvigsgave, Holmegård og Bøtøgård

## Ejere af Gjedsergaard
- (1664-1766) Kronen
- (1766-1773) Gustav Frederik greve Holck-Winterfeldt
- (1773-1781) Niels Frederiksen Amager
- (1781-1784) Niels Frederiksen Amagers dødsbo
- (1784-1789) Jakob Melsing / Johan Christian Friis
- (1789-1811) Johan Christian Friis
- (1811-1847) Christian Frederik Friis
- (1847-1888) Edward Tesdorpf
- (1888-1929) Adolph Valdemar Tesdorpf
- (1929-1940) Agnete Brun gift Tesdorpf
- (1940-1964) Axel Valdemar Tesdorpf
- (1964-2002) Ida Merete Emmy Tesdorpf gift Unsgaard
- (2002-2006) Ida Merete Emmy Tesdorpf gift Unsgaard / Iver Alex Tesdorpf Unsgaard
- (2006-2008) Boet Efter Ida Merete Emmy Tesdorpf gift Unsgaard / Iver Alex Tesdorpf Unsgaard
- (2008-) Iver Alex Tesdorpf Unsgaard

## Ekstern henvisninger
- Gedsergaard - fra Dansk Center for Herregårdsforskning Arkiveret 11. februar 2017 hos  Wayback Machine